# 땅늘보
땅늘보(ground sloth)는 오늘날의 나무늘보와 근연관계에 있는 멸종한 빈치류 분류군이다.